# Galt (Kalifornien)
Galt ist eine Stadt im Sacramento County im US-Bundesstaat Kalifornien mit 25.383 Einwohnern (Stand: 2020). Das Stadtgebiet hat eine Größe von 15,2 km².

## Bevölkerung

### Volksgruppen
Die Einwohner Galts setzen sich zusammen aus 70,49 % mit weißer Hautfarbe, 1,16 % Afroamerikanern, 1,05 % amerikanischen Ureinwohnern, 2,84 % mit asiatischer Abstammung, 18,73 % anderer Abstammung und 5,74 % deren Stammbaum sich aus Vertretern unterschiedlicher der vorgenannten Bevölkerungsgruppen zusammensetzt. Hispanics und Latinos machen 33,20 % der Stadteinwohner aus.

### Haushalte
Die Zahl der Haushalte beläuft sich auf knapp 6000, wobei in etwa 50 % der Haushalte Minderjährige (Kinder unter 18 Jahren) leben. 65,1 % der Haushalte werden von verheirateten Ehepaaren geführt, 11,6 % von alleinerziehenden Frauen und in 18,2 % der Fälle handelt es sich nicht um Familien. Singles machen 14,5 % der Haushalte aus. Die Zahl der Familienmitglieder liegt bei durchschnittlich 3,57 und die Zahl der Personen pro Haushalt bei 3,23.

### Altersstatistik
Verteilung der Bevölkerung auf Altersgruppen
| Alter in J.         | Anteil in % |
| ------------------- | ----------- |
| <18                 | 34,5        |
| 18–24               | 8,1         |
| 25–44               | 32,5        |
| 45–64               | 16,5        |
| >65                 | 8,5         |
| Durchschnitt: 31 J. |             |

Auf 100 Frauen kommen in Galt durchschnittlich 98 Männer. Betrachtet man den erwachsenen Teil der Bevölkerung, so kommen auf 100 Frauen noch 95,5 Männer.

### Einkommen
Während das Durchschnittseinkommen eines Haushaltes der Stadt bei 45.052 Dollar liegt, beläuft sich das einer Familie durchschnittlich auf 47.845. Dem gemittelten Einkommen von 38.258 Dollar pro männlichem Einwohner steht ein Verdienst von im Mittel 26.541 $ für eine Frau gegenüber. Das Pro-Kopf-Einkommen wurde errechnet und als Durchschnitt 16.620 $ angegeben. Unter der Armutsgrenze leben in Galt 10,6 % der Bevölkerung und 8,5 % der Familien der Stadt. Dabei beträgt der Anteil der minderjährigen Einwohner unter der Armutsgrenze an der Gesamtbevölkerung unter 18 Jahren 13,7 %, während 6,7 % der über 65-Jährigen als verarmt gelten.
Alle statistischen Daten wurden der englischen Wikipedia entnommen und sind auf den Stand des Jahres 2000 datiert.